# صعود العاصفة الحمراء (رواية)
صعود العاصفة الحمراء Red Storm Rising هي رواية حرب للكاتب الأمريكي توم كلانسي بالاشتراك مع لاري بوند، وصدرت في 7 أغسطس 1986.

## القصة
تدور أحداثها في منتصف الثمانينيات، وتصف حربا عالمية ثالثة بين منظمة حلف شمال الأطلسي وقوات حلف وارسو، وهي رواية فريدة من نوعها لأنه صورت تلك الحرب بأنها سيتم خوضها بالأسلحة التقليدية بدلا من الأسلحة النووية. وهي إحدى روايتين لكلانسي، لم تدرج ضمن سلسلة روايات الشخصية الخيالية «جاك رايان»، والرواية الأخرى هي «إس إس إن» (1996).
ظهرت الرواية في المرتبة الأولى في قائمة أفضل الكتب مبيعًا في نيويورك تايمز. وأسست شركة تطوير الألعاب Red Storm Entertainment وأخذت اسم الرواية، والتي شارك كلانسي في تأسيسها في عام 1997.